# Wissenschaftslektorat
Im Wissenschaftslektorat werden Texte auf formale wie auf stilistische Aspekte optimiert. Der Fokus der Bearbeitung liegt auf wissenschaftliche sprachliche Präzision im Hinblick auf die Terminologie. Das Wissenschaftslektorat betreut wissenschaftliche Qualifikationsarbeiten wie Diplom- und Doktorarbeiten, bei der die Einhaltung der wissenschaftlichen Standards gewährleistet sein muss. Wissenschaftslektoren können sowohl in einem Angestelltenverhältnis als auch als Selbstständige arbeiten.

## Abgrenzung zu anderen Lektoratsformen
Das Wissenschaftslektorat ist eine Sonderform des Lektorats. Das Wissenschaftslektorat erfordert eine spezifische Qualifikation, denn wissenschaftliche „Werke werden […] zumeist von Fachlektoren bearbeitet, die mit Forschungslage, Problemfeldern und Terminologie des Fachs zumindest in den Grundzügen vertraut sind.“ Zusätzliche Qualifikationen und eine Spezialisierung sind im Wissenschaftslektorat die Regel. Daher verfügen Wissenschaftslektoren meist über ein abgeschlossenes Studium.

## Qualifikation
Das Wissenschaftslektorat ist kein Lehrberuf. Zusätzliche Qualifikationen können zum Beispiel in der Textformatierung liegen.

## Aufgabengebiete/Tätigkeitsfelder

### Verlag
Im Wissenschaftslektorat des Verlagswesens werden Sachbücher und Texte für die Fachzeitschriften der Verlage lektoriert. Der Fokus liegt gleichermaßen auf sachlichen und formalen Kriterien. Aspekte der Typografie gehören ebenso zu den Aufgaben wie die Recherche von Quellen. Lektoren in wissenschaftlichen Verlagen prüfen Manuskripte  dahingehend, inwiefern das Manuskript neue Erkenntnisse oder besonders interessante Sachverhalte für das Fachpublikum enthält. Das ist ein wesentlicher Aspekt, um zu entscheiden, ob der Text im Programm des Verlages veröffentlicht wird.  „Des Weiteren ist der sichere Umgang mit der deutschen Sprache ebenso wichtig wie die Fähigkeit, Kontakte zu knüpfen sowie Netzwerke zu überregionalen Printmedien und der Fachpresse aufzubauen und zu pflegen.“  Die Tätigkeit im Wissenschaftslektorat der Verlage erfolgt zumeist im Rahmen des Angestelltenverhältnisses, es werden aber ebenfalls Selbstständige engagiert.

### Akademisches Wissenschaftslektorat
Das akademische Wissenschaftslektorat befasst sich zumeist mit akademischen Abschlussarbeiten. Auch hier liegen die Aufgabenschwerpunkte auf fachlichen und formalen Aspekten. Daher gehören zu den Aufgaben die stilistische Überarbeitung, wobei der Fokus auf Terminologie, Syntax und der Struktur des Textes liegt. Bei einem Fachlektorat werden zudem fehlende inhaltliche Zusammenhänge hergestellt.
Bei Lektoraten von Bachelor- oder Masterarbeiten kann das Wissenschaftslektorat um Aspekte der Lehre ergänzt werden. Der Studierende bekommt dann neben Vorschlägen zu den Verbesserungen von formalen Aspekten auch Hinweise zu sprachlichen und inhaltlichen Aspekten.
Als Richtschnur für die Arbeit von professionellen Wissenschaftslektoren gelten die Grundsätze guter wissenschaftlicher Praxis. Diese sind von der Deutschen Gesellschaft für Forschung und anderen Forschenden und Lehrenden erarbeitet worden.

## Kritik
Die oftmals fehlende deutliche Abgrenzung zum Ghostwriting betrifft vor allem das akademische Wissenschaftslektorat, wenn inhaltliche Modifikationen vorgenommen werden.